# Wabaskang Lake
Der Wabaskang Lake ist ein See im Kenora District im Westen der kanadischen Provinz Ontario.

## Lage
Der Wabaskang Lake wird vom Cedar River in nördlicher Richtung durchflossen. Er hat eine Fläche von ungefähr 60 km². Seine mittlere Wassertiefe beträgt 6,7 m, die maximale Tiefe liegt bei 29 m. Südlich des Wabaskang Lake befindet sich der Ort Perrault Falls. Der Ontario Highway 105 (Vermilion Bay–Red Lake) führt östlich am See vorbei.

## Seefauna
Der Wabaskang Lake ist ein beliebtes Ziel für Hobbyfischer. Im See werden folgende Fischarten gefangen: Glasaugenbarsch, Hecht, Schwarzbarsch, Amerikanischer Seesaibling und Amerikanischer Flussbarsch.